# Бахчелиевлер
„Бахчелиевлер“ (на турски: Bahçelievler) е община и околия на град Истанбул, Турция. Разположена е в Европейската част на Турция. Общата ѝ площ е 16,7 км2. Според данни на Адресната система за регистриране на населението (ABPRS) към 2024 г. населението на „Бахчелиевлер“ е 560 086 жители.

## Квартали
Околията е съставена от 11 квартала:
- „Бахчелиевлер“
- „Джумхюриет“
- „Зафер“
- „Йени Босна Център“
- „Коджа Синан Център“
- „Сиявуш паша“
- „Соганлъ“
- „Февзи Чакмак“
- „Хюриет“
- „Чобанчешме“
- „Шириневлер“